# Neolucanus marginatus
Neolucanus marginatus es una especie de coleóptero de la familia Lucanidae. Presenta las subespecies:
- Neolucanus marginatus dohertyi
- Neolucanus marginatus marginatus
- Neolucanus marginatus similis

## Distribución geográfica
Habita en  Sikkim y Assam en la (India).